# Festuca dalmatica
Festuca dalmatica är en gräsart som först beskrevs av Eduard Hackel, och fick sitt nu gällande namn av Karl Carl Richter. Festuca dalmatica ingår i släktet svinglar, och familjen gräs. Inga underarter finns listade i Catalogue of Life.